# Waymon Reed
Waymon Reed (* 10. Januar 1940 in Fayetteville, North Carolina; † 25. November 1983 in Nashville, Tennessee) war ein US-amerikanischer Jazz-Trompeter.

## Leben und Wirken
Reed wuchs in Nashville auf und spielte in Schulbands. Er besuchte die Eastman School of Music und spielte dann Rhythm & Blues und in Karneval-Bands; zunächst arbeitete er bei Ira Sullivan und Pee Wee Ellis in Miami und hatte dort auch eine eigene Band. Von 1965 bis 1969 war er Mitglied in der Soul-Band von James Brown, war kurz Freelancer in New York und gehörte von 1969 bis 1973 zum Count Basie Orchestra. Dann war er in Big Bands von Frank Foster (Aufnahmen 1975) und der Thad Jones/Mel Lewis Big Band (1975/76) sowie 1977/78 wieder bei Basie. 1977 hatte er ein eigenes Bop-Quintett. Von 1978 bis zur Scheidung 1981 war er mit Sarah Vaughan verheiratet, die er auch begleitete (Soloist in ihrem Quartett und Orchesterleiter). 1983 starb er an Krebs.
Er nahm ein Album als Leader auf: 46th And 8th (Artists House 1977, Liner Notes Stanley Dance), mit Tommy Flanagan am Klavier und Jimmy Forrest am Tenorsaxophon sowie Bobby Durham am Schlagzeug.
Er ist einer der Trompeter auf dem Hit von James Brown It’s a Man’s Man’s Man’s World von 1966. Im Jahr 1981 war er auf There Must Be a Better World von B. B. King zu hören. Weitere Aufnahmen entstanden mit Al Grey (Struttin’ and Shoutin’, aufgenommen 1976, veröffentlicht 1983) und Eddie Jefferson (Still on the Planet 1976).